# گورامی بالارو
گورامی بالارو (نام علمی: Anabantidae) تیره‌ای از سوف‌ماهی‌سانان است. این تیره از زیرراستهٔ مازماهیان است که اندامی مازمانند(هزارتومانند) دارند که در سر ماهی قرار دارد و به ماهی اجازه می‌دهد که از اکسیژن اتمسفر تنفس کند.